# 彭家寨镇
彭家寨镇，是中华人民共和国青海省西宁市城西区下辖的一个乡镇级行政单位。

## 行政区划
彭家寨镇下辖以下地区：
西川南路社区、彭家寨村、西北园村、刘家寨村、汉庄村、张家湾村、杨家湾村、阴山堂村、火西村、火东村和晨光村。